# Outenikwanus tomentosus
Outenikwanus tomentosus är en skalbaggsart som beskrevs av Clarke H. Scholtz och Henry Fuller Howden 1987. Outenikwanus tomentosus ingår i släktet Outenikwanus och familjen bladhorningar. Inga underarter finns listade i Catalogue of Life.